# César Pinares
César Ignacio Pinares Tamayo (* 23. Mai 1991 in Santiago de Chile) ist ein chilenischer Fußballspieler. Der Mittelfeldspieler spielt seit 2017 in der chilenischen Nationalmannschaft.

## Vereinskarriere
César Pinares spielte in der Jugend des CSD Colo-Colo und debütierte im August 2009 beim 4:0-Erfolg in der Copa Chile gegen eine Auswahl der Osterinsel. Pinares wechselte 2010 im Alter von 18 Jahren nach Europa zum italienischen Klub Chievo Verona, für dessen U-20-Team er eineinhalb Jahre auflief. Mitte 2011 wurde Pinares an den Serie-C1-Klub US Triestina verliehen, allerdings ging der Chilene nach der Leihe nicht nach Verona, sondern in sein Heimatland zurück, wo er für den San Luis de Quillota in der Primera B spielte.
In der ersten Jahreshälfte 2013 lief Pinares für den Zweitligisten Santiago Morning auf, wechselte dann zum Erstligisten Deportes Iquique, mit dem er 2013/2014 chilenischer Pokalsieger wurde. 2014 wurde der 1,76 m große Mittelfeldspieler nach Griechenland zu Olympiakos Volos in die Beta Ethniki verliehen, kehrte nach Ablauf der Leihe Ende Dezember wieder nach Iquique zurück.
Im Dezember 2015 gab Pinares seinen Wechsel zu Unión Española zur im Januar beginnenden Clausura 2016 bekannt. Dort war er schnell unter Trainer Fernando Vergara Stammkraft und das Team aus Santiago qualifizierte sich für die Copa Libertadores 2017, bei der Unión Española in der dritten Qualifikationsrunde gegen Club The Strongest ausschied. Nach dem 1:1 im Hinspiel, bei dem Pinares über die volle Spielzeit auflief, verlor das chilenische Team das Rückspiel in Bolivien mit 5:0. Pinares wurde nach 65 Spielminuten ausgewechselt.
Dennoch wurden verschiedene Klubs im Inland und aus dem Ausland auf Pinares aufmerksam. Letztlich wechselte er in die Vereinigten Arabischen Emirate zum Sharjah FC. Für den Klub absolvierte Pinares, dessen Familie aufgrund der Ausbildung der Kinder in Chile blieb, allerdings nur sechs Ligaspiele und ein Pokalspiel, kehrte dann wieder nach Chile zum CSD Colo-Colo zurück. Zwar erreichte Pinares mit Colo-Colo das Viertelfinale der Copa Libertadores 2018, jedoch konnte er nicht überzeugen und wechselte nach Auslaufen seines Vertrags nach nur einer Spielzeit zu Ligakonkurrent Universidad Católica.
Bei den Cruzados gewann Pinares sofort seinen ersten Titel mit dem 5:0-Erfolg im Supercup gegen den CD Palestino, zu dem er das zwischenzeitliche 2:0 beisteuerte. Mit dem Klub gewann er zudem die Meisterschaften 2019 und 2020.
Im November 2020 wechselte Pinares nach Brasilien zu Grêmio Porto Alegre, für das er bis Ende 2021 spielte.  Danach ging er zum Klub des türkischen Zweitligisten Altay Izmir. Dort blieb er bis Mitte 2022 und verließ den Klub als Kapitän. Seitdem läuft der 18-malige Nationalspieler wieder für Universidad Católica auf.

## Nationalmannschaftskarriere

### U-20-Nationalmannschaft
Im Januar bis Februar 2011 spielte César Pinares für die U-20-Nationalmannschaft unter Trainer César Vaccia bei der U-20-Fußball-Südamerikameisterschaft in Peru. Chile kam als Gruppenzweiter in die Finalrunde, in der das Team den fünften Platz belegte und somit die Qualifikation für die Weltmeisterschaft verpasste. Pinares absolvierte sieben der neun Turnierpartien für Chile.

### A-Nationalmannschaft
Sein Länderspieldebüt für die A-Nationalmannschaft gab Pinares unter Juan Antonio Pizzi im Januar 2017, als er im China Cup gegen Kroatien bis zu seiner Auswechslung in der 82. Spielminute auflief. Die Partie, in der Pinares den Treffer für Chile nach 18 Spielminuten zur Führung erzielte, ging nach dem 1:1 ins Elfmeterschießen, das Chile gewann. Das Finale gegen Island gewann Island mit 1:0, Pinares wurde in der 66. Spielminute für den einzigen Torschützen Ángelo Sagal eingewechselt. Für den FIFA-Konföderationen-Pokal 2017 wurde Pinares allerdings nicht nominiert.
Pinares spielte in danach in Freundschaftsspielen und in der Qualifikation zur Weltmeisterschaft 2022. Für das Endturnier in Katar konnte sich Chile nicht qualifizieren. Bei der Copa América 2021 kam Pinares in drei der vier Gruppenspiele zum Einsatz, davon zwei Mal als Einwechselspieler. Chile erreichte das Viertelfinale als Gruppenvierter, schied dann aber gegen Brasilien aus, ohne dass Pinares in der K.o.-Phase zum Einsatz kam. Die 0:2-Niederlage gegen Paraguay im Gruppenspiel war sein bislang letztes Länderspiel.

## Erfolge
CSD Colo-Colo
- Chilenischer Meister: 2009-C

Deportes Iquique
- Chilenischer Pokalsieger: 2013/14

Universidad Católica
- Chilenischer Meister: 2019, 2020
- Chilenischer Supercup-Sieger: 2019

Grêmio Porto Alegre
- Staatsmeister von Rio Grande do Sul: 2021

Chile
- Sieger des China Cups: 2017